# Sidney Jelinek
Pour les articles homonymes, voir Jelinek.
Sidney Carter Jelinek, dit Sid Jelinek, né le 18 mars 1899 à Wilmington et mort le 9 mars 1979 à Philadelphie, est un rameur américain.

## Carrière
Il remporte avec Robert Gerhardt, Edward Mitchell, Henry Welsford et John Kennedy la médaille de bronze en quatre avec barreur aux Jeux olympiques d'été de 1924 à Paris.